# NGC 7675
NGC 7675 este o galaxie situată în constelația Pegas. A fost descoperită în 16 august 1830 de către John Herschel.